# Aéroport de Kolwezi
L'aéroport de Kolwezi (code IATA : KWZ • code OACI : FZQM) est un aéroport de la ville de Kolwezi dans la province de Lualaba en République démocratique du Congo. L'aéroport est à 6 km du sud de la ville de Kolwezi.
Depuis 2020, des travaux sont en cours pour le transformer en aéroport international.

## Situation
| Bandundu Basango Mboliasa Bunia Gbadolite Gemena Goma Ilebo Kalemie Kananga Kikwit Kindu Kinshasa-Ndjili Kinshasa-N'Dolo Kisangani Kolwezi Lodja Lubumbashi Matari Matadi Mbandaka Mbuji Mayi Nioki Tshikapa Tshumbe |

## Compagnie aérienne et destination
| Compagnies                     | Destinations |
| ------------------------------ | ------------ |
| Compagnie Africaine d'Aviation | Lubumbashi   |

Edité le 22/10/2023